# 미하일 5세
미하일 5세 칼라파티스(그리스어: Μιχαήλ Ε΄ Καλαφάτης, 영어: Michael V Kalaphates, 1015년 – 1042년 8월 24일)는 1041년부터 1042년까지 약 4개월의 짧은 기간 동안 동로마 황제였다. 미하일 4세의 조카로 황후 조이에 의해 입양되어 황제가 되었다.
미하일 4세의 누이동생인 마리아의 아들로 미하일 4세가 후사도 없이 병세가 악화되자 국정을 도맡아하던 황제의 큰형 환관 요안니스 오르파노트로포스에 의해 조이의 양자로 들어갔다. 삼촌 미하일 황제가 죽자 조이의 용인하에 미하일은 큰삼촌인 요안니스의 도움으로 미하일 5세로서 황제가 되었다.
황제의 자리에 오르자 미하일은 또다른 삼촌 콘스탄티노스의 도움으로 큰 삼촌이자 막강한 권력의 환관 요한네스를 제거하고 그를 수도원으로 유폐시켰다. 그는 권력을 잡자 자신의 보잘것없는 출신을 경멸하던 궁정 귀족을 탄압하고 백성의 환심을 사는 한편 양어머니인 조이를 제거하기로 결심했다.
1042년 4월 18일 미하일은 황제 시해 음모를 구실로 조이를 체포하고 밤에 수녀원으로 몰래 추방시켜 버렸다. 다음날 조이의 추방을 발표하자 콘스탄티노폴리스 시민들은 이에 반발하여 폭동을 일으켰다. 적법한 통치권이 있는 조이를 다시 복권하라는 요구였다. 시민들의 봉기에 미하일은 굴복하고 조이를 다시 수도로 불러들였다. 성난 군중은 조이와 함께 조이의 동생 테오도라를 여제(女帝)로 앉힐 것을 요구하였다. 4월 20일 황궁을 지키려는 황제 미하일과 외삼촌 콘스탄티노스는 성난 시민들에 맞서 싸웠으나 결국 붙잡혀 두 눈이 뽑히는 실명을 당하고 수도원으로 보내졌다.